# Рубан Петро Васильович
Петро Васильович Рубан (11 червня 1950 — 16 січня 1984) — командир 200-ї окремої штурмової авіаційної ескадрильї у складі 40-ї армії Червонопрапорного Туркестанського військового округу (Обмежений контингент радянських військ в Демократичній Республіці Афган . Герой Радянського Союзу .

## Біографія
Народився 11 червня 1950 року в селі Хільчичі Середино-Будського району Сумської області Української РСР у сім'ї робітника. Українець . Дитинство пройшло у селі Хільчичі, де жили його бабуся та дідусь. Виховувався у них, коли мати працювала на одному з підприємств міста Запоріжжя (Україна). До 5 класу навчався у Хільчицькій школі. Після восьмого класу середньої школи міста Запоріжжя вступив до Запорізького металургійного технікуму імені О. М. Кузьміна, одночасно працював підручним сталевара на заводі «Запоріжсталь», відвідував аероклуб. Після закінчення 1969 року металургійного технікуму його призначили розливником металу. Проте вирішив присвятити своє життя авіації.
У Радянській Армії в 1970—1971 роках і з 10 листопада 1971 року. 1972 року екстерном закінчив Чернігівське вище військове авіаційне училище льотчиків . Член КПРС із 1975 року. Служив у Червонопрапорному Прибалтійському військовому окрузі, у Групі радянських військ у Німеччині, з липня 1982 року — у Червонопрапорному Закавказькому військовому окрузі .
Вже на другому році служби був призначений командиром ланки, яка в перший же рік стала найкращою. Потім служив на посадах начальника розвідки полку, заступника командира авіаційної ескадрильї, командира авіаційної ескадрильї. В 1983 році відзначився на навчаннях «Союз-83». За успіхи у бойовій та політичній підготовці, вміле виховання та навчання підлеглих, йому було вручено Грамоту ЦК ВЛКСМ та цінний подарунок. Влітку 1983 року майору Рубану було запропоновано очолити авіаційну ескадрилью в Демократичній Республіці Афганістан, погодився без жодних вагань.
У середині серпня 1983 року — у складі обмеженого контингенту радянських військ у Демократичній Республіці Афганістан. З вересня 1983 року командував штурмовою авіаційною ескадрильєю.
Петро Васильович Рубан був дисциплінованим, грамотним, старанним офіцером-керівником. До виконання свого службового обов'язку ставився із почуттям високої відповідальності. Велику роботу проводив щодо підтримки підрозділу у високій бойовій готовності, завжди стежив за бойовим вишколом льотного складу, дотриманням вимог документів щодо забезпечення безпеки льотної роботи. Виявляв наполегливість та принциповість. Особовий склад ескадрильї під його командуванням налітав 1119 годин, здійснивши у своїй 1149 бойових вильотів. Виконував завдання з прикриття військ і колон, завдання авіаційних ударів по накопиченню бунтівників, складів зі зброєю і боєприпасами. За підсумками бойової та політичної підготовки ескадрильї Петра Васильовича Рубана була однією з найкращих у ВПС обмеженого контингенту радянських військ у Демократичній Республіці Афганістан.
Петро Рубан був військовим льотчиком першого класу . Польотні завдання виконував на відмінно, цілі вражав з першого заходу, літав сміливо та впевнено. Завжди рішуче атакував наземні цілі, незважаючи на зенітну протидію бунтівників . Літав літаками Л-29, МіГ-17, МіГ-21, Су-17 . В 1982 році успішно перевчився на новий авіаційний комплекс Су-25 . Був підготовлений до ведення бойових дій у обсязі курсу бойової підготовки. Грамотно вчив льотний склад до освоєння та бойового випробування нового авіаційного комплексу. Загальний наліт складав 1765 годин. У Демократичній Республіці Афганістан виконав 106 бойових вильотів, налітав 96 годин.
Беручи участь у листопаді 1983 року у Гератській та Кундузькій операціях, у вересні-жовтні 1983 року — у Шинданській та Фарахській операціях, 20 разів особисто водив ескадрилью на виконання бойових завдань. У грудні 1983 року та в січні 1984 року брав участь у Баграмській операції, під час якої десять разів водив ескадрилью на знищення живої сили та вогневих точок бунтівників. У складних умовах бойової обстановки сміливо, рішуче, грамотно керував екіпажем у повітрі. Сам шукав і придушував зенітні засоби протидії і лише потім дозволяв льотному складу працювати на об'єктах.
За час перебування в Демократичній Республіці Афганістан особисто знищив 14 ДШК, 3 опорні пункти, 6 автомобілів, один склад пально-мастильних матеріалів, 2 мотоцикли, понад 300 хв, 3 гармати, близько 250 бунтівників. Постійно беручи участь у бойових діях захисту революційних завоювань афганського народу, особистим прикладом надихав підлеглих на виконання поставлених завдань. Користувався винятково великим авторитетом серед особового складу.
16 січня 1984 року беручи участь у черговій операції зі знищення виявленої банди душманів, ескадрилья з 8 літаків, ведена Рубаном Петром Васильовичем, завдавала масованого удару в районі населеного пункту Ургун . У цьому удар виконувався за умов сильного протидії зенітно-ракетних засобів противника. Командир ескадрильї першим виконав атаку, проте на виході з пікірування літак Су-25 отримав пошкодження від влучення ракети та став некерованим. Льотчик катапультувався при великому куті крену і на малій висоті, що не забезпечило повне розкриття парашута .
Су-25 підполковника Петра Васильовича Рубана став першим штурмовиком, збитим ракетою ПЗРК .
Указом Президії Верховної Ради СРСР від 17 травня 1984 року за мужність і героїзм, виявлені під час надання міжнародної допомоги Демократичної Республіці Афганістан підполковнику Рубану Петру Васильовичу присвоєно звання Героя Радянського Союзу (посмертно).
Похований на Капустяному цвинтарі у Запоріжжі.
Нагороджений орденами Леніна (17.05.1984 № 400692), «За службу Батьківщині у Збройних Силах СРСР» 3-го ступеня, медалями.
Ім'я Героя носять вулиця, середня школа № 62 міста Запоріжжя, та супертраулер, який був збудований у Миколаєві (Україна). У місті Суми щорічно проводять турнір із боксу, присвячений пам'яті Петра Васильовича Рубана.